# Association pour la recherche et l'archivage de la mémoire arménienne
L'association pour la recherche et l'archivage de la mémoire arménienne (ARAM) a été fondée par Jean-Garbis Artin en 1997 à Marseille dans le 13e arrondissement. Le travail essentiel est constitué par la collecte et l'archivage des documents ayant trait à la présence des Arméniens en France, notamment après les années 1920 et la vague d'immigration liée au génocide.

## Action
Le site Internet de l'association diffuse les contenus et les fonds numérisés (presse ancienne, photos, registres, sonothèque et vidéos) et intervient auprès de la jeunesse,.
L'association est un centre de ressource unique en France avec un fonds documentaire diversifié (documents, journaux, registres, photographies, affiches, tracts, documents administratifs familiaux, vinyles, cartes…).
Elle collecte, restaure, archive, numérise tous les types de documents liés à l'arrivée et l'installation des Arméniens en France, notamment après le génocide de 1915.
Depuis 2011, l'association s'est engagée dans une politique de numérisation de son fonds documentaire. En 2014, c'est près de 500 certificats de baptême et de naissance numérisés et mis en ligne. En 2016, ce sont plus de 1.500 identités d'Arméniens ayant déposé un dossier de demande de passeport Nansen (1926 à 1946) qui sont répertoriées et mises en ligne. L'association a numérisé l'intégralité du journal Haratch publié à Paris entre 1925 et 2009, en collaboration avec la BULAC,.
L'association propose une exposition pédagogique et itinérante sur le génocide des Arméniens. Depuis le décret du 10 avril 2019 qui institue en France le 24 avril comme la date « annuelle de commémoration du génocide arménien », l'association promeut cette date avec une exposition dédiée « 24 avril, le symbole » composée essentiellement de photographies d'archives sur les manifestations de rues à Marseille.

## Expositions
L'association réalise régulièrement des expositions thématiques et pédagogiques à partir de son fonds documentaire :
- Le Génocide des Arméniens.
- Le 24 avril, le symbole.
- Les Arméniens de Marseille, 400 ans d'histoire.
- 1927-2000 : les affiches arméniennes à Marseille.
- 99 portraits photographiques de l'exil[9],[4].
- Dib ou Dar, la presse et l'édition arménienne en France.
- Le sport et le football associatif arménien, l'U.G.A. Ardziv.

#### Revue de presse
Les articles sur l'association ARAM dans les médias sont nombreux :
- « À Marseille, une association recueille des milliers de documents sur l'immigration arménienne », sur marseille.maville.com, 27 février 2013
- Ambassade de France en Arménie : « Le maire de Marseille, M. Jean-Claude Gaudin, en visite à Erevan », sur am.ambafrance.org, 26 octobre 2013
- La Provence : « Marseille, le trésor de la communauté arménienne », sur La Provence, 28 janvier 2013
- Getty Images : Anne-Christine Poujoulat, « Photo par Getty Images », sur gettyimages.fr, 11 février 2013
- 20 minutes : « Un fonds documentaire mis en ligne », sur 20minutes.fr, 20 février 2013
- Télérama : http://sortir.telerama.fr/evenements/expos/1927-2000-les-affiches-armeniennes-a-paris,31965.php